# Vetenskapsåret 1868

## Händelser

### Kemi
- 18 augusti - Pierre Janssen upptäcker spektrallinjer i solens spektrum som inte tillhör någon känd gas under en solförmörkelse i Guntur, Indien. Norman Lockyer antar att linjerna kommer ifrån ett hittills ej upptäckt grundämne, som Lockyer och Edward Frankland döper till helium. [1]
- 20 oktober - Engelske astronomen Norman Lockyer observerar och namnger D3, de Fraunhoferska linjerna i solspektrat, och menar att det är det tidigare oupptäckta element han senare namnger helium.[2]

### Teknik
- 14 juli - Christopher Sholes erhåller patent för en  Skrivmaskin (Improvement in type-writing machines, patentnummer[3] US 79868)

## Pristagare
- Copleymedaljen: Charles Wheatstone, brittisk fysiker och uppfinnare.
- Rumfordmedaljen: Balfour Stewart, brittisk fysiker.
- Wollastonmedaljen: Carl Friedrich Naumann, tysk geolog och mineralog. [4]

## Födda
- 6 juni – Robert Falcon Scott (död 1912), brittisk sjöofficer och forskningsresande.
- 8 november – Felix Hausdorff (död 1942), tysk matematiker.
- 9 december – Fritz Haber (död 1934), tysk kemist och Nobelpristagare.

## Avlidna
- 11 februari - Léon Foucault (född 1819), fransk fysiker.
- 22 maj - Julius Plücker (född 1801), tysk matematiker och fysiker.
- 24 december – Adolphe d'Archiac (född 1802), fransk geolog och paleontolog.

### Fotnoter
1. ↑  Kochhar, R. K. (23 juni 1991). ”French astronomers in India during the 17th –19th centuries”. Journal of the British Astronomical Association "101" (2):  ss. 95–100. Bibcode: 1991JBAA..101...95K.
2. ↑  Hampel, Clifford A. (1968). The Encyclopedia of the Chemical Elements. New York: Van Nostrand Reinhold. sid. 256–268. ISBN 0-442-15598-0
3. ↑   patent US 79868, Google Patents /patents.google.com (läst 23 juni 2025)
4. ↑  ”Geological Society”. Arkiverad från originalet den 5 juni 2011. https://web.archive.org/web/20110605102217/http://www.geolsoc.org.uk/gsl/society/history/page750.html. Läst 13 april 2011.